# Hypermutation somatique
 (janvier 2009).
Si vous disposez d'ouvrages ou d'articles de référence ou si vous connaissez des sites web de qualité traitant du thème abordé ici, merci de compléter l'article en donnant les références utiles à sa vérifiabilité et en les liant à la section « Notes et références ».
L'hypermutation somatique est un phénomène retrouvé dans la génération de la diversité des immunoglobulines produites par les lymphocytes B. Contrairement à la recombinaison somatique (ou recombinaison VDJ) qui a lieu dans la moelle, le processus d'hypermutation somatique a lieu dans les organes lymphoïdes secondaires.
Le lymphocyte B sort de la moelle osseuse sans avoir jamais vu l'épitope que reconnaît son anticorps de membrane (le BCR : B Cell Receptor) : la spécificité et l'affinité du BCR, et par suite de l'anticorps circulant produit, sont donc déterminés avant la rencontre.
Pour ajuster ces paramètres à l'antigène initiant une réaction immunitaire à médiation humorale, le clone de lymphocytes B activé va engager un phénomène d'hypermutations somatiques : la recombinaison génétique à l'origine de l'immunoglobuline produite va subir des mutations dans sa séquence qui vont ajuster les régions hypervariables à l'épitope.
Les mutations ont lieu sur les segments variables des chaînes légères et lourdes.
Ce phénomène participe majoritairement à la modulation de l'affinité de l'anticorps pour son épitope : le lymphocyte B dont l'immunoglobuline de membrane a une faible affinité pour un antigène pourra, sans recruter un autre lymphocyte B, augmenter l'affinité de l'anticorps pour l'antigène.
Le processus d’hypermutation somatique dépend de l’activité de l’enzyme AID (activation induced cytidine deaminase)